# بيتينا خوزامي
بيتينا خوزامي (بالإسبانية: Betina Jozami)‏ مواليد 8 سبتمبر 1988 في بارانا، الأرجنتين، هي لاعبة كرة مضرب أرجنتينية سابقة، اعتزلت اللعب في 2011. أعلى تصنيف لها في الفردي كان المركز الـ 132 في سنة 2009. سبق أن شاركت في دورة الألعاب الأولمبية الصيفية.

## روابط خارجية
- بيتينا خوزامي على موقع رابطة محترفات التنس (الإنجليزية)
- بيتينا خوزامي على موقع الاتحاد الدولي لكرة المضرب (الإنجليزية)
- بيتينا خوزامي على موقع كأس بيلي جين كينغ (الإنجليزية)
- بيتينا خوزامي على موقع خلاصة التنس.كوم (الإنجليزية)
- بيتينا خوزامي على موقع إي إس بي إن.كوم (الإنجليزية)
- بيتينا خوزامي على موقع أوليمبيديا (الإنجليزية)